# Festival d'Angoulême 2003
La 30e édition du Festival international de la bande dessinée d'Angoulême s'est déroulée du 23 au 26 janvier 2003.

## Affiche
L'affiche du festival est réalisée par le précédent grand prix François Schuiten.

## Palmarès

### Grand prix de la Ville d'Angoulême
Le grand prix de la ville d'Angoulême a été remis à Régis Loisel.

### Prix décernés par le jury
- Alph-Art du meilleur album : Jimmy Corrigan, the Smartest Kid on Earth de Chris Ware, éd. Delcourt, Paris
  - le Chat du rabbin : le Malka des lions de Joann Sfar, éd. Dargaud, Paris
  - 5 est le numéro parfait de Igort, éd. Casterman, Bruxelles
  - David Boring de Daniel Clowes, éd. Cornélius, Paris
  - Six cent soixante-seize apparitions de Killoffer de Patrice Killoffer, éd. L'Association, Paris
  - McCay : les Cœurs retournés de Jean-Philippe Bramanti et Thierry Smolderen, éd. Delcourt, Paris

- Prix du dialogue et de l'écriture : Quelques mois à l'Amélie de Jean-Claude Denis, éd. Dupuis, Marcinelle
  - Powers de Brian Bendis et Michael Avon Oeming, éd. Semic, Paris
  - Lincoln : Crâne de bois de Jérôme et Olivier Jouvray, éd. Paquet, Genève
  - les losers sont des perdants de Guillaume Guerse et Marc Pichelin, éd. Fluide glacial, Paris
  - Canardo : La nurse aux mains sanglantes de Benoît Sokal, éd. Casterman, Bruxelles
  - De cape et de crocs : Jean sans lune de Alain Ayroles et Jean-Luc Masbou, éd. Delcourt, Paris

- Alph-Art du meilleur scénario : Quartier lointain : Tome 1 de Jirō Taniguchi, éd. Casterman, Bruxelles
  - Max Fridman : Rio de Sangre de Vittorio Giardino, éd. Glénat, Grenoble
  - Torso de Marc Andreyko et Brian Michael Bendis, éd. Semic, Paris
  - Garduno, en temps de paix de Philippe Squarzoni, éd. Les Requins Marteaux
  - Monster de Naoki Urasawa, éd. Kana, Bruxelles
  - Le Pouvoir des innocents : Sergent Logan de Luc Brunschwig et Laurent Hirn, éd. Delcourt, Paris

- Alph-Art du dessin : le Dérisoire de Olivier Supiot et Éric Omond, éd. Glénat, Grenoble
  - Oscar et Monsieur O de Emmanuel Moynot, éd. Glénat, Grenoble
  - Dr Jekyll et Mr Hyde de Jerry Kramsky et Lorenzo Mattotti, éd. Casterman, Bruxelles
  - Hellboy : le Ver conquérant de Mike Mignola et John Byrne, éd. Delcourt, Paris
  - Manhattan Beach 1957 de Hermann et Yves H., Le Lombard, éd. Bruxelles
  - Vitesse moderne de Blutch, éd. Dupuis, Marcinelle

- Alph-Art du premier album : l'Âge de raison de Matthieu Bonhomme, éd. Carabas, Paris
  - Sainte Famille de Xavier Mussat, éd. Ego comme X, Angoulême
  - Phenomenum : Opus 0 de Jérémie Kaminka et Marc Védrines, éd. Glénat, Grenoble
  - Chhht de Jason, éd. Atrabile, Genève
  - Banquise de Christophe Gaultier et Sylvain Ricard, éd. Soleil, Toulon
  - Supermurgeman : Joue et gagne ! de Mathsap, éd. Les Requins Marteaux

### Autres prix du festival
- Alph-Art Jeunesse 9-12 ans : Zap Collège de Téhem, éd. Glénat, Grenoble
  - Les Babyfoots : Tome 1 de Gilbert Bouchard et Pica, éd. Bamboo
  - Rob, Wed & C° : À la bonne vautre ! de Michel Janvier, Erroc et Henri Jenfèvre, éd. Bamboo
  - Kid Paddle : Waterminator de Midam, éd. Dupuis, Marcinelle
  - Titeuf : La Loi du préau de Zep, éd. Glénat, Grenoble
  - Franky Snow : Snow Revolution de Buche, éd. Glénat, Grenoble

- Prix jeunesse 7-8 ans : Inspecteur Bayard : l'Inspecteur Bayard chez les stars de Jean-Louis Fonteneau et Olivier Schwartz, éd. Bayard Jeunesse, Paris

- Alph-Art public du meilleur album : Titeuf tome 9 : La Loi du préau de Zep, éd. Glénat, Grenoble

- Alph-Art du meilleur fanzine : Rhinocéros contre éléphants, collectif, éd. Thot l'Ibis

- Alph-Art Polonais : Le Chat du rabbin : la Bar-Mitsva de Joann Sfar, éd. Dargaud, Paris

- Alph-Art de la communication : le Parlement Européen pour l'album Les Eaux blessées de Dominique David, Cristina Cuadra, Rudi Miel et Étienne Simon/Yuio, réalisé par l'agence Concerto

- Alph-Art Jeunes Talents : Romain Sein

- Alph-Art de la bande dessinée scolaire : Jean Bastide

### Prix remis dans le cadre du festival
- Prix Canal BD : Quartier lointain de Jirō Taniguchi, éd. Casterman, Bruxelles
- Prix de la critique (ACBD) : Jimmy Corrigan, the Smartest Kid on Earth de Chris Ware, éd. Delcourt, Paris
- Prix René Goscinny : Thomas ou le Retour de Tabou de Bourhis, éd. Les Humanoïdes Associés, Paris

Mention spéciale pour Un îlot de bonheur de Christophe Chabouté, éd. Paquet, Genève
- Prix du Jury œcuménique de la bande dessinée : le Chat du rabbin : la Bar-Mitsva de Joann Sfar, éd. Dargaud, Paris
- Prix Tournesol : Cambouis de Luz, éd. L'Association, Paris
- Prix France Info : Carnet d'Orient : La Guerre Fantôme de Jacques Ferrandez, éd. Casterman, Bruxelles
- Prix international de la bande dessinée chrétienne francophone : Voyage vers Léon IX : le Lion de pierre de Francis Keller et Thierry Wintzner, éd. du Signe

## Pays invité
La Corée fut invitée au Festival d'Angoulême 2003, après le Japon en 2001 et les États-Unis en 2002. Une exposition a eu lieu présentant au public les caractéristiques et spécificités du manhwa, bande dessinée coréenne. Parallèlement, des animations et des spectacles issus de la culture coréenne se sont déroulés pendant la durée du festival.

## Expositions
- François Schuiten au Théâtre d'Angoulême
- Grzegorz Rosiński à l'Hôtel de Ville
- Jean-Marc Reiser à l'Hôtel Saint-Simon
- Une trop bruyante solitude, basée sur le roman de Bohumil Hrabal au CNBDI
- Nicolas de Crécy au CNBDI
- Le Décalogue de Frank Giroud à la Bulle Champ de Mars
- « Musée Ferraille » par l'éditeur Les Requins Marteaux à l'Hôtel des Ventes
- L'Univers de Troy, Place Bouillaud
- Le Vent dans les saules de Michel Plessix à la Bibliothèque des jeunes
- Les musées imaginaires au CNBDI
- Rencontres internationales, avec la présence notamment de Art Spiegelman, Jirō Taniguchi, José Muñoz, Benoît Sokal, Dave McKean et Neil Gaiman.

## Jury
Pré-sélection des albums : Thierry Bellefroid, José-Louis Bocquet, Nicolas Finet, Benoît Mouchart, Jean-Marc Thévenet, Benoît Peeters. 

Jury Alph'Arts : François Schuiten, Marie-Hélène Bonnot, Patrick Ferla, Olivier Jalabert, Marie-José Pereira, Jacques Samson, Jaco Van Dormael.